# 1979 في العراق
فيما يلي قوائم الأحداث التي وقعت خلال عام 1979 في العراق.

## سياسة

### تعيين في المنصب
- 16 يوليو – صدام حسين رئيس العراق.

### انتهاء فترة المنصب
- 16 يوليو – أحمد حسن البكر رئيس وزراء العراق.

## مواليد

### يناير
- 1 يناير – عباس رحيم لاعب كرة قدم عراقي.
- 15 يناير – منتظر الزيدي صحفي عراقي.

### مارس
- 11 مارس – جاسم محمد لاعب كرة قدم عراقي.

### أبريل
- 2 أبريل – حيدر عبيد لاعب كرة قدم عراقي.

### مايو
- 18 مايو – هاشم رضا لاعب كرة قدم عراقي.

### نوفمبر
- 20 نوفمبر – أبو محمد الشمالي

### ديسمبر
- 2 ديسمبر – شاسوار عبد الواحد عراقي كردي.

## وفيات
- لويس زنبقة - ملحن عراقي وملحن السلام الجمهوري الأول.

### يناير
- 1 يناير – عبد الخالق السامرائي (مواليد 1935) سياسي عراقي.
- 1 يناير – يونس بحري (مواليد 1903) رحالة وصحفي ومؤلف واعلامي عراقي، سافر إلى بلدان عديدة وأتقن أكثر من 17 لغة.

### مارس
- 1 مارس – مصطفى البارزاني (مواليد 1903) زعيم كردي.

### مايو
- 19 مايو – خالد سارة (مواليد 1932) طيار عراقي